# Divanno
Divanno und sein vermutlicher Doppelgänger Dinomogetimarus sind ein keltisches Götterpaar der Gallier, das in Saint-Pons-de-Thomières bzw. Béziers (beide im Département Hérault, Languedoc) verehrt wurde. Eine dort gefundene Inschrift ruft sie als „Divanno / Dinomogetimaro / Martib(us)“ an.
Divanno und Dinomogetimarus wurden nach der Interpretatio Romana mit dem römischen Gott Mars identifiziert. Die Form „Martibus“ lässt an eine Doppelgottheit zweier „Martes“ denken, eine Art keltischer Dioskuren. Zudem wird die Vermutung, dass Dinomogetimarus lediglich ein Beiname von Divanno ist, dadurch eher unwahrscheinlich. Sylvia und Paul Botheroyd vermuten, dass eine Zwillingsgottheit zunächst von Seefahrern verehrt wurden und dann in romanisierter Form als Divanno und Dinomogetimarus später auch ins gallische Festland gelangte. Bernhard Maier sieht sie trotz der gemeinsamen Weiheinschrift als Einzelgottheiten an und hält auch den Vergleich mit den griechischen Dioskuren und anderen Zwillingsgottheiten (wie den germanischen Alcis oder den vedischen Ashvins) für unbewiesen. Unter dem Eintrag „Dioskuren“ berichtet er allerdings vom Kult eines solchen Dioskuren-Paars, der nach Diodor vor allem bei den Galliern der Atlantikküste verbreitet gewesen sei.